# Placówka Straży Granicznej I linii „Strzyżewo”

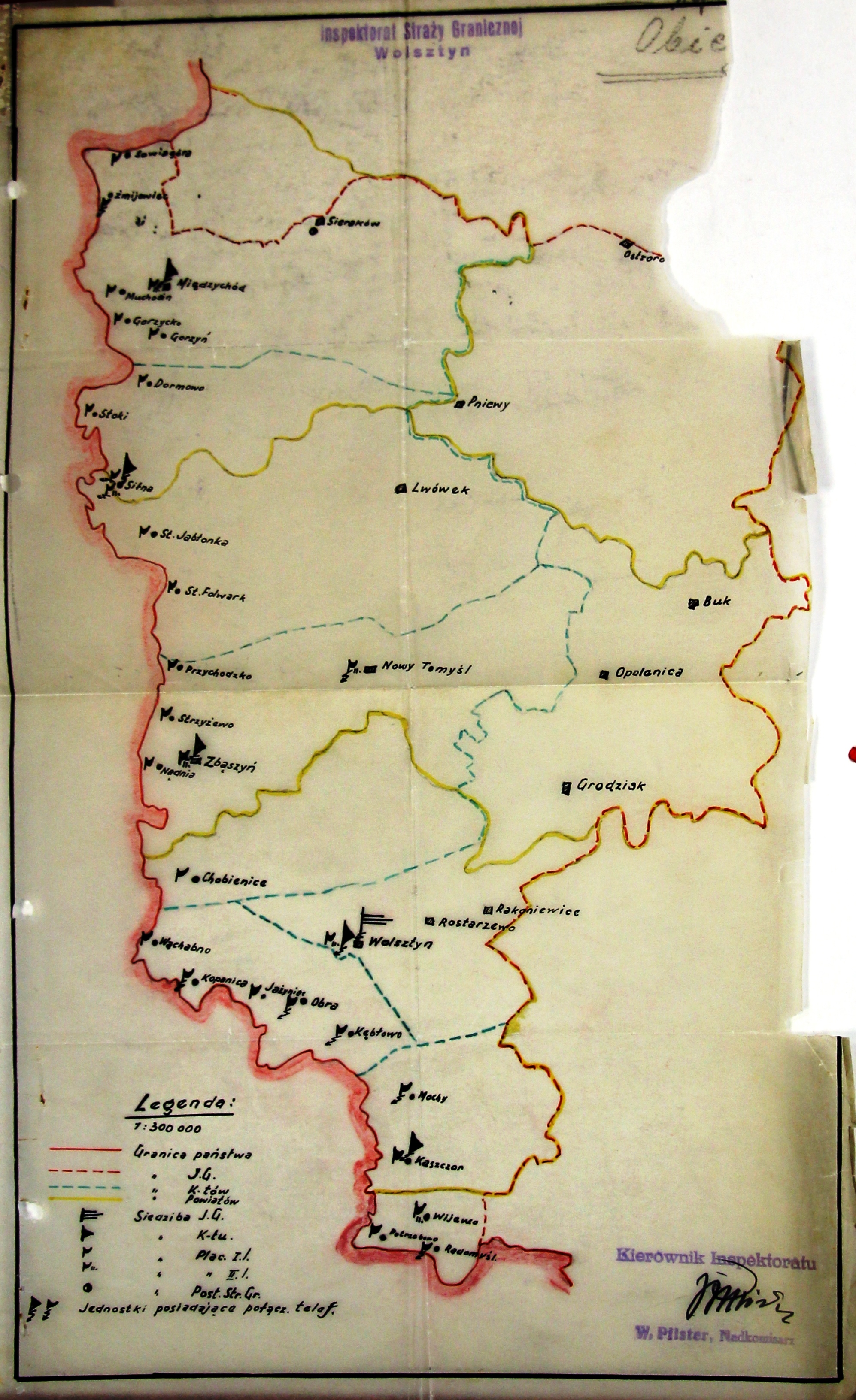
Szkic Inspektoratu Granicznego „Wolsztyn”

Placówka Straży Granicznej I linii „Strzyżewo” – jednostka organizacyjna Straży Granicznej pełniąca służbę ochronną na granicy polsko-niemieckiej w okresie międzywojennym.

## Geneza
Na wniosek Ministerstwa Skarbu, uchwałą z 10 marca 1920 roku, powołano do życia Straż Celną. Od połowy 1921 roku jednostki Straży Celnej rozpoczęły przejmowanie odcinków granicy od pododdziałów Batalionów Celnych. Proces tworzenia Straży Celnej trwał do końca 1922 roku. Placówka Straży Celnej „Strzyżewo” weszła w podporządkowanie komisariatu Straży Celnej „Zbąszyń” z Inspektoratu SC „Międzychód”.

## Formowanie i zmiany organizacyjne
Rozporządzeniem Prezydenta Rzeczypospolitej Polskiej Ignacego Mościckiego z 22 marca 1928 roku, do ochrony północnej, zachodniej i południowej granicy państwa, a w szczególności do ich ochrony celnej, powoływano z dniem 2 kwietnia 1928 roku  Straż Graniczną.
Rozkazem nr 3 z 25 kwietnia 1928 roku w sprawie organizacji Wielkopolskiego Inspektoratu Okręgowego dowódca Straży Granicznej gen. bryg. Stefan Pasławski określił strukturę organizacyjną komisariatu SG „Zbąszyń”. Placówka Straży Granicznej I linii „Strzyżewo” znalazła się w jego strukturze.

## Służba graniczna
Placówka w 1936 roku mieścił się w Strzyżewie, numer domu 12. Ochraniał odcinek długości 4,314 km.
Sąsiednie placówki
- placówka Straży Granicznej I linii „Trzciel” ⇔ placówka Straży Granicznej I linii „Rajewo” − 1928
- placówka Straży Granicznej I linii „Stary Folwark” ⇔ placówka Straży Granicznej I linii „Nadnia” − styczeń 1930[8]

## Kierownicy/dowódcy placówki
| stopień          | imię i nazwisko   | okres pełnienia służby | kolejne stanowisko |
| ---------------- | ----------------- | ---------------------- | ------------------ |
| starszy strażnik | Władysław Kortus  | był w 1932 –           |                    |
| przodownik       | Kazimierz Borecki | był w II 1935 –        |                    |